# Patornay
Patornay là một xã trong vùng hành chính Franche-Comté, thuộc tỉnh Jura, quận Lons-le-Saunier (quận), tổng Clairvaux-les-Lacs. Tọa độ địa lý của xã là 46° 35' vĩ độ bắc, 05° 42' kinh độ đông. Patornay nằm trên độ cao trung bình là 442 mét trên mực nước biển, có điểm thấp nhất là 429 mét và điểm cao nhất là 479 mét. Xã có diện tích 1.80 km², dân số vào thời điểm 2005 là 141 người; mật độ dân số là 78 người/km².

## Thông tin nhân khẩu
| 1962 | 1968 | 1975 | 1982 | 1990 | 1999 |
| ---- | ---- | ---- | ---- | ---- | ---- |
| 183  | 192  | 172  | 173  | 162  | 170  |